# بیستریتسا
شهر بیستریتسا (به رومانیایی: Bistriţa) در شهرستان بیستریتسا-نسئو در کشور رومانی واقع شده‌است. جمعیت این شهر ۸۱٬۴۶۷ نفر است. در ارتفاع ۳۶۰ متر از سطح دریا واقع شده‌است.